# Marechal Thaumaturgo
Marechal Thaumaturgo is een gemeente in de Braziliaanse deelstaat Acre. De gemeente telt 14.275 inwoners (schatting 2009).

## Aangrenzende gemeenten
De gemeente grenst aan Jordão, Porto Walter en Tarauacá.

### Landsgrens
En met als landsgrens aan het district Masisea in de provincie Coronel Portillo en aan het district Yurua in de provincie Atalaya in de regio Ucayali met het buurland Peru.